# Isaiah Canaan
Isaiah Canaan (nacido el 21 de mayo de 1991 en Biloxi, Misisipi) es un jugador de baloncesto estadounidense que pertenece a la plantilla del Estrella Roja de la ABA Liga. Fue un jugador universitario All-American en la Universidad Estatal de Murray, donde fue seleccionado Mejor Baloncestista Masculino del Año de la Ohio Valley Conference en 2012 y 2013.

## Trayectoria deportiva

### Universidad
Isaiah jugó para Murray State después de haber jugado para Biloxi High School. En su primera temporada promedió 10.4 puntos por partidos, 2.2 rebotes por partido y 1.6 asistencias por partido. En esa misma temporada fue nombrado ¨Freshman¨ del año de la Ohio Valley Conference,también esa misma temporada Murray State ganó el torneo de la Ohio Valley Conference en el año 2010, Canaan ganó el premio al mejor jugador de ese mismo torneo. Murray State pasó al Torneo de la NCAA. Murray State le había ganado a Vanderbilt en este torneo, pero en la próxima ronda perdería con Butler Bulldogs por 54-52.
En su temporada como sophomore promedió 11.7 puntos por partido y fue nombrado en el primer equipo del Ohio Valley Conference. En su temporada como junior promedió 19 puntos por partidos 3.5 rebotes por partido y 3.6 asistencias por partido.

#### Estadísticas universitarias
| Temporada | Equipo              | J   | PTS  | REB | AST | ROB | TAP | TC%  | 3P%  | TL%  | MIN  | TO  |
| --------- | ------------------- | --- | ---- | --- | --- | --- | --- | ---- | ---- | ---- | ---- | --- |
| 2009–10   | Murray State Racers | 36  | 10.4 | 2.2 | 1.6 | 0.9 | 0.0 | .498 | .482 | .778 | 20.4 | 1.7 |
| 2010–11   | Murray State Racers | 32  | 11.7 | 1.9 | 2.4 | 1.1 | 0.1 | .416 | .403 | .744 | 28.1 | 2.0 |
| 2011–12   | Murray State Racers | 33  | 19.0 | 3.5 | 3.6 | 1.4 | 0.1 | .468 | .456 | .837 | 33.7 | 2.7 |
| 2012–13   | Murray State Racers | 31  | 21.8 | 3.5 | 4.3 | 1.5 | 0.1 | .431 | .370 | .822 | 36.5 | 3.2 |
| Total:    | Total:              | 132 | 15.5 | 2.8 | 2.9 | 1.2 | 0.1 | .450 | .419 | .802 | 29.4 | 2.4 |

### Profesional
Fue seleccionado en la posición número 34 del Draft de la NBA de 2013 por los Houston Rockets. El 15 de julio de 2013, firmó su primer contrato profesional con los Rockets. Durante su temporada de rookie, tuvo varias asignaciones con los Rio Grande Valley Vipers de la Liga de desarrollo de la NBA.
El 19 de febrero de 2015, fue traspasado a los Philadelphia a cambio de KJ McDaniels.
El 13 de julio de 2016 fichó por dos temporadas y 2,2 millones de dólares por los Chicago Bulls.
El 31 de marzo de 2022, firma como jugador del Galatasaray Doğa Sigorta de la Türkiye Basketbol 1. Ligi.

## Estadísticas de su carrera en la NBA

### Temporada regular
| Año     | Equipo       | PJ  | PT | MPP  | %TC  | %3P  | %TL   | RPP | APP | ROB | TPP | PPP  |
| ------- | ------------ | --- | -- | ---- | ---- | ---- | ----- | --- | --- | --- | --- | ---- |
| 2013-14 | Houston      | 22  | 0  | 11.5 | .356 | .327 | .724  | 1.1 | 1.0 | .4  | .2  | 4.6  |
| 2014-15 | Houston      | 25  | 9  | 14.8 | .405 | .381 | .762  | 1.3 | 1.2 | .6  | .0  | 6.2  |
| 2014-15 | Philadelphia | 22  | 12 | 25.9 | .377 | .364 | .846  | 2.5 | 3.1 | .7  | .1  | 12.6 |
| 2015-16 | Philadelphia | 77  | 39 | 25.5 | .360 | .363 | .833  | 2.3 | 1.8 | .7  | .2  | 11.0 |
| 2016-17 | Chicago      | 39  | 0  | 25.5 | .364 | .266 | .909  | 1.3 | .9  | .6  | .0  | 4.6  |
| 2017-18 | Houston      | 1   | 0  | 4.0  | .000 | .000 | .000  | 1.0 | .0  | .0  | .0  | 0.0  |
| 2017-18 | Phoenix      | 19  | 1  | 22.0 | .382 | .333 | .902  | 2.3 | 4.0 | .8  | .1  | 9.1  |
| 2018-19 | Phoenix      | 19  | 15 | 26.5 | .395 | .347 | .750  | 2.6 | 3.3 | .6  | .0  | 7.5  |
| 2018-19 | Minnesota    | 7   | 1  | 13.5 | .379 | .368 | 1.000 | .7  | 2.7 | .3  | .1  | 4.7  |
| 2018-19 | Milwaukee    | 4   | 0  | 7.8  | .333 | .400 | .000  | 1.0 | .8  | .0  | .3  | 1.5  |
| Total   | Total        | 235 | 77 | 20.4 | .371 | .351 | .836  | 1.9 | 1.9 | .6  | .1  | 8.1  |

### Playoffs
| Año   | Equipo  | PJ | PT | MPP  | %TC  | %3P  | %TL  | RPP | APP | ROB | TPP | PPP  |
| ----- | ------- | -- | -- | ---- | ---- | ---- | ---- | --- | --- | --- | --- | ---- |
| 2017  | Chicago | 3  | 2  | 31.7 | .500 | .357 | .667 | 1.3 | 1.3 | 1.0 | .0  | 11.7 |
| Total |         | 3  | 2  | 31.7 | .500 | .357 | .667 | 1.3 | 1.3 | 1.0 | .0  | 11.7 |